# Coryphantha difficilis
Coryphantha difficilis (укр. Коріфанта вазжка, Коріфанта діфіціліс) — сукулентна рослина з роду коріфанта (Coryphantha) родини кактусових (Cactaceae).

## Історія

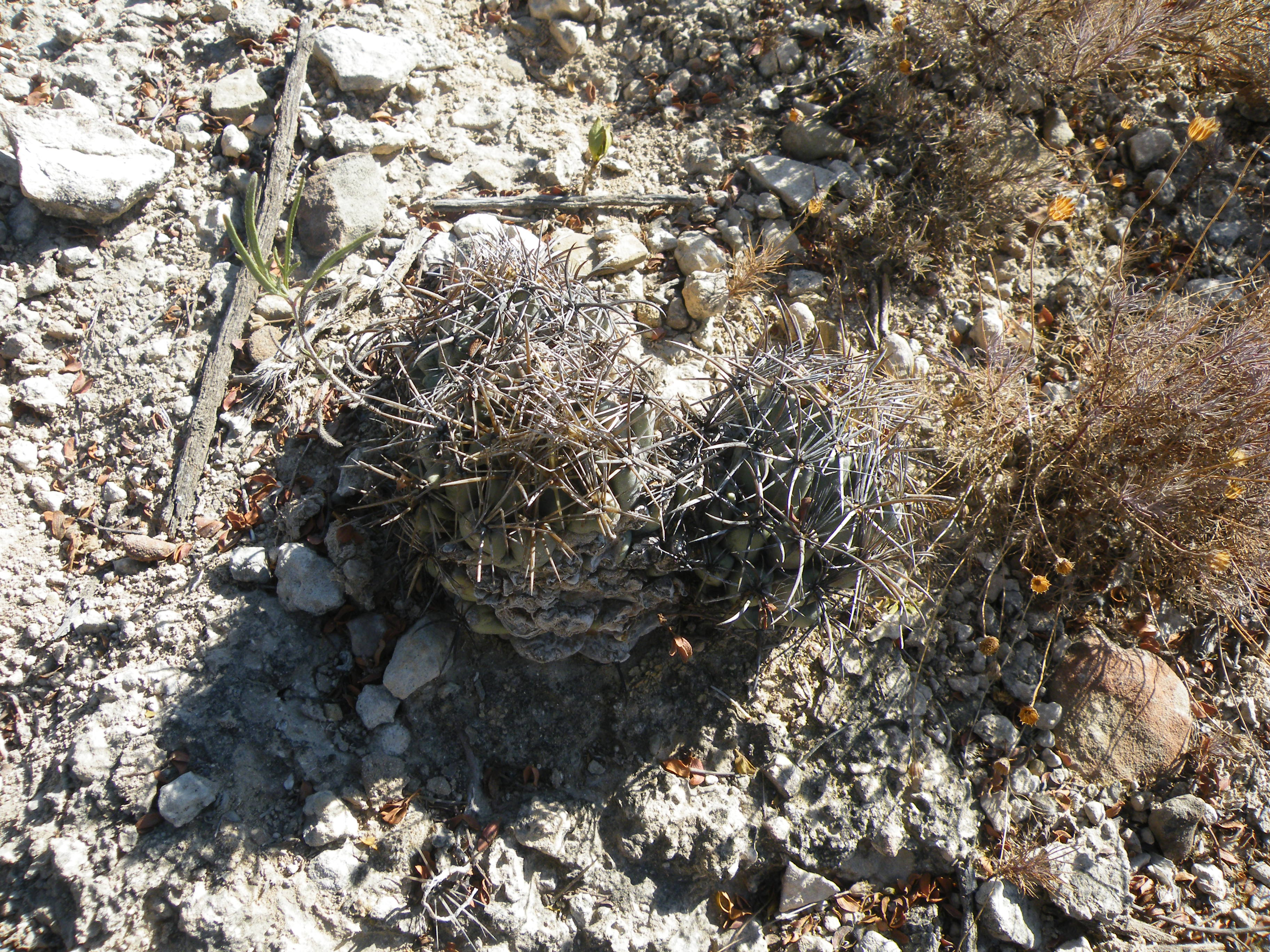
Кущик Coryphantha dificilis у природному середовищі

Вид вперше описаний німецьким ботаніком Леопольдом Квелєм (нім. Leopold Quehl, 1849—1922) як Mammillaria difficilis у 1911 році у виданні нім. «Monatsschrift für Kakteenkunde». У 1926 році американський ботанік Чарльз Рассел Оркатт (англ. Charles Russell Orcutt, 1864—1929) включив цей вид до роду Coryphantha.

## Етимологія
Видова назва дана походить від лат. difficilis — «важка» і стосується складному утриманню в культурі.

## Ареал і екологія
Coryphantha difficilis є ендемічною рослиною Мексики. Ареал розташований в районі Сьєрра-де-ла-Пайла у штаті Коауїла. Нібито є повідомлення про знахідки цього виду у Сполучених Штатах (Техас та Аризона), які потребують підтвердження. Рослини зростають на висоті від 1000 до 1750 метрів над рівнем моря поодинокими особинами в чагарниках на алювіальних рівнинах і у вапняковому гравії на схилах Сьєрра-де-ла-Пайла та прилеглих населених пунктів. Супроводжуючими кактусами та соковитими видами можуть бути Mammillaria chica, Mammillaria grusonii, Opuntia imbricata, Epithelantha micromeris v. gregii, Hamatocactus hamatacanthus, Coryphantha valida, Ariocarpus kotschoubeyanus.

## Морфологічний опис
| Орган              | Опис |
| ------------------ | --- |
| Тіло               | одиночне, плоско-кулеподібне, сіро-зелене до блакитно-сіро-зеленого, розміром до 6 см заввишки і до 8 см в діаметрі.       |
| Коріння            | |
| Стебло             | |
| Епідерміс          | |
| Верхівка           | слабоопушена. |
| Ареоли             | голі |
| Аксили             | слабоопушені, пізніше голі, як і ареоли.                                                                                   |
| Соски              | ромбічні, 2,5 см завширшки, черепитчаторозташовані.                                                                        |
| Центральні колючки | 4, три з них більш сильні, ніж радіальні колючки, загнуті вниз, червонувато-рогового кольору або чорні, до 2 см завдовжки. |
| Радіальні колючки  | 12-14, верхні до 2 см завдовжки, нижні — до 1 см, скляно-світлі, як правило, з коричневими кінцями.                        |
| Квіти              | 4-5 см в діаметрі, чисто жовті, блискучі.                                                                                  |
| Бутони             | |
| Зовнішні пелюстки  | |
| Внутрішні пелюстки | |
| Тичинки            | |
| Рильця             | |
| Маточка            | |
| Плоди              | |
| Насіння            | |

## Чисельність, охоронний статус та заходи по збереженню

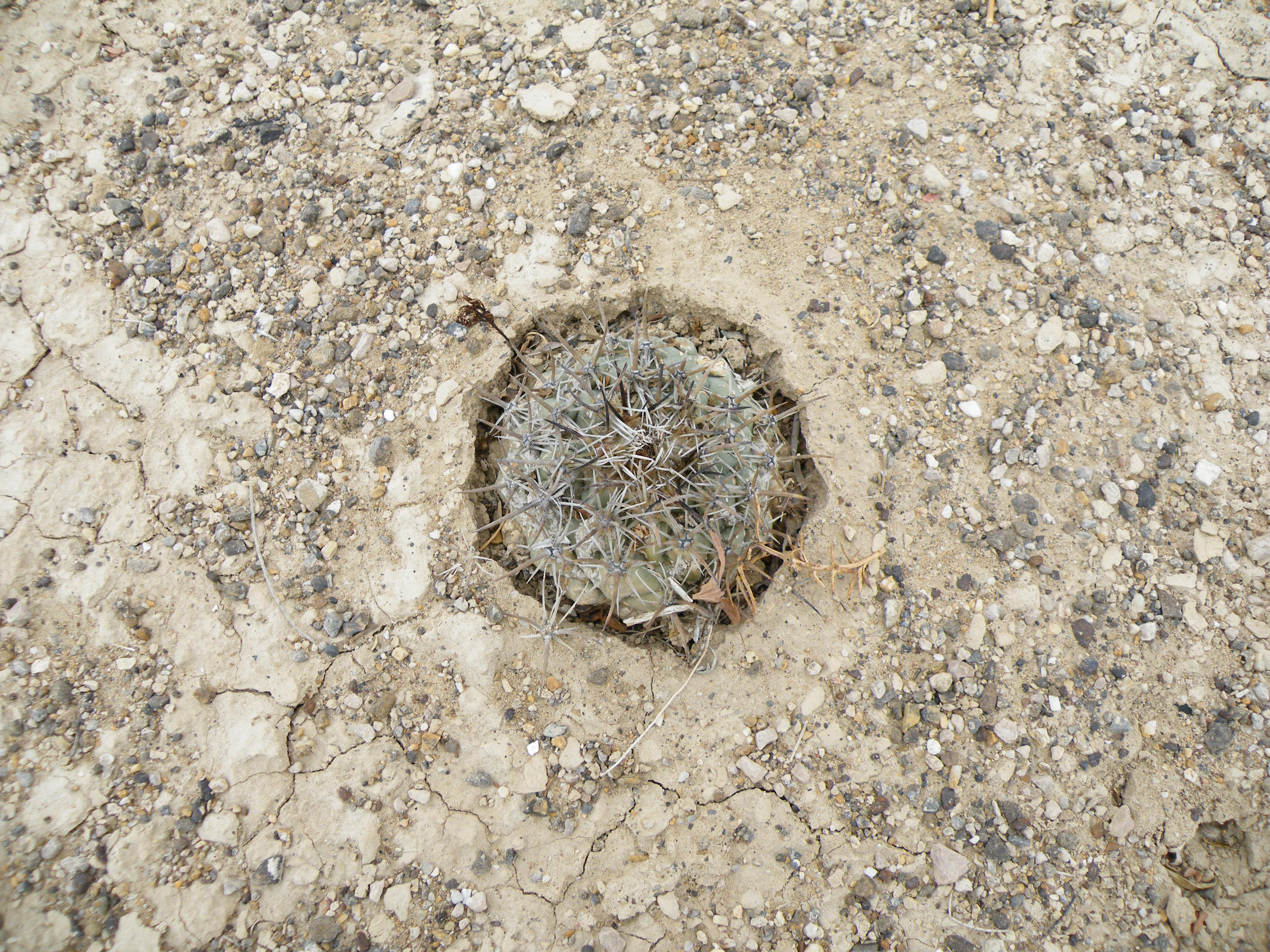

Coryphantha difficilis входить до Червоного списку Міжнародного союзу охорони природи видів, з найменшим ризиком (LC).
Цей вид має більш обмежений ареал, ніж інші види, але площа поширення все ще перевищує 20 000 км², і це поширений вид, що не має великих загроз, хоча деякі субпопуляції що є досить розпорошеними, зменшуються через витоптування козами.
Охороняється Конвенцією про міжнародну торгівлю видами дикої фауни і флори, що перебувають під загрозою зникнення (CITES).

## Використання та торгівля
Хоча цей вид можна вирощувати у спеціалізованих колекціях, він не є широко популярним як декоративний.